# Holdenville
Holdenville är administrativ huvudort i Hughes County i Oklahoma. Orten har fått sitt namn efter järnvägsfunktionären J.F. Holden. Enligt 2010 års folkräkning hade Holdenville 5 771 invånare.

## Kända personer från Holdenville
- Clu Gulager, skådespelare
- T. Boone Pickens, affärsman